# Сойнов, Аркадий Фадеевич
Арка́дий Фаде́евич Со́йнов (23 января [4 февраля] 1881, село Поляны, Пензенская губерния — 29 сентября 1953, Белинский, Пензенская область) — советский врач, организатор здравоохранения; Герой Труда.

## Биография
Родился в селе Поляны в 1881 году. Член ВКП(б).
В 1908—1951 годы — врач в селе Свищёвка, старший врач, главный врач в Чембарской уездной, районной больнице, начальник и ведущий хирург эвакогоспиталя в селе Зубрилове Пензенской области, член учёной комиссии Наркомата здравоохранения.
Избирался депутатом Верховного Совета РСФСР 2-го созыва.
Умер в 1953 году в Белинском.